# Aeroportul Jundiaí
Aeroportul Jundiaí (IATA: QDV, ICAO: SBJD) este un aeroport din São Paulo, Brazilia ce deservește zona Jundiaí. Aeroportul a fost tranzitat în 2022 de 905 pasageri. A fost numit după zona deservită.
Situat la o altitudine de 757 m, aeroportul dispune de 1 pistă. Este operat de Departamento Aeroviário do Estado de São Paulo⁠(d).

## Infrastructură

### Piste
Aeroportul dispune de o singură pistă. Pista 18/36 are suprafața de asfalt și dimensiunile 1.400 m × 30 m. 